# Donovan Mitchell
Donovan Mitchell Jr. (født d. 7. september 1996) er en amerikansk professionel basketballspiller, som spiller for NBA-holdet Cleveland Cavaliers. Han har været på All-Star holdet fire gange i sin karriere.

## Klubkarriere

### Utah Jazz
Mitchell blev draftet af Denver Nuggets med det 13. valg i 2017 draften, men blev samme aften traded til Utah Jazz. Han overraskede stort i sin debutsæson i ligaen, da han med det samme blev etableret som Jazz' topscorer, og ledte dem til den anden runde af slutspillet, efter at meget overraskende havde slået Oklahoma City Thunder i den første runde. Mitchell kom dog kun på andenplads i Rookie of the Year afstemningen bag Ben Simmons.
Efter en fornuftig sæson i 2018-19, så fik han sit store gennembrud i 2019-20, hvor han for første gang blev valgt til All-Star holdet. Mitchell spillede stort i slutspillet, inklusiv to kampe i streg hvor han scorede 50+ point i serien imod Denver Nuggets. Han blev her kun den tredje spiller nogensinde efter Michael Jordan og Allen Iverson til at score 50+ point to gange i en serie.
Mitchell og Rudy Gobert ledte i 2020-21 Jazz til at være det bedste hold i grundspillet i hele ligaen, men skuffede i slutspillet, da de blev elimineret i den anden runde af Los Angeles Clippers. Det var meget den samme historie i 2021-22, hvor at en lovende sæson endte i skuffelse i slutspillet, denne gang imod Dallas Mavericks. Efter denne skuffelse, så valgte Jazz dog at trade sin stjerne væk.

### Cleveland Cavaliers
Mitchell blev den 1. september 2022 traded til Cleveland Cavaliers. Den 2. januar 2023 i en kamp imod Chicago Bulls scorede Mitchell 71 point. Han satte hermed en rekord for flest point nogensinde i en kamp for en Cavaliers spiller nogensinde, og han blev kun den syvende spiller nogensinde til at score 70+ i en NBA kamp. Han blev i sæsonen kåret som del af All-NBA Second Team for de 6-10 bedste spillere i ligaen.